# Team Fortress 2
Team Fortress 2, abreujat pel seu acrònim TF2, és un videojoc multijugador de tirs en primera persona desenvolupat i publicat per Valve Corporation. És la seqüela del mod de 1996 per a Quake del mateix nom i el seu remake de 1999, Team Fortress Classic. Va ser publicat per primera vegada com a part de la recopilació de videojocs The Orange Box el 10 d'octubre de 2007 per a Windows i Xbox 360. Posteriorment, es va publicar també una versió per a PlayStation 3. Més tard, el 8 d'abril de 2008, es va publicar de manera independent per a Windows a través de la plataforma Steam i dos anys més tard per a OS X; finalment el 14 de febrer de 2013 va ser publicat per a Linux. Les unitats físiques es venien sota el control d'Electronic Arts, mentre que la distribució en línia de Team Fortress 2 es realitzava des de la plataforma Steam, on actualment segueix com free-to-play des del 23 de juny de 2011. A més compta amb microtransaccions i intercanvi d'armes en el joc a través d'Steam.   
En aquest joc els jugadors han de triar entre un dels dos equips i una de les 9 classes de personatges per a jugar en diferents modes de joc com capturar la bandera o rei del turó (king of the hill). El desenvolupament el van liderar John Cook i Robin Walker, desenvolupadors del mod original de Team Fortress per a Quake. Team Fortress 2 es va anunciar en 1998 sota el nom Team Fortress 2: Brotherhood of Arms. Inicialment anava a ser més realista, amb aspecte militar i una jugabilitat tàctica, però això va canviar al llarg dels nou anys de desenvolupament. Després de 6 anys sense gaire informació per part de Valve, Team Fortress 2 va començar a aparèixer en les llistes anuals de vaporware de Wired News, entre una altra informació. L'acabat de Team Fortress 2 tenia un aspecte còmic, influenciat per J. C. Leyendecker, Dean Cornwell i Norman Rockwell, emprant el motor Source.
Team Fortress 2 va ser aclamat pel seu aspecte visual, jugabilitat, humor i el seu ús d'una manera de joc exclusivament multijugador en línia.[1][2][3][4] Valve continua introduint nou contingut amb el pas de les temporades, seleccionant les millors presentacions a Steam Workshop. El juny de 2011, el joc es va fer free-to-play, rebent diners únicament de microtransaccions de cosmètics virtuals. Es va introduir un sistema d'obtenció aleatòria d'objectes que es va anar refinant amb el pas del temps, pel qual els jugadors rebien equipament i armes si jugaven diverses hores. El joc va tenir una escena competitiva no oficial, amb configuracions personalitzades durant diversos anys, però avui dia compta amb un propi sistema d'emparellament competitiu, similar al que s'utilitza en CS:GO, introduït l'any 2016.[5]

## Jugabilitat
Team Fortress 2 compta amb dos equips rivals, Reliable Excavation & Demolition (acrònim RED i representat pel color vermell, red en anglès) i Builders League United (acrònim BLU i representat pel color blau, blue en anglès), que lluiten per un objectiu principal. Els jugadors poden seleccionar un dels nou personatges (o classes) per a jugar, cadascun amb característiques i armes diferents. Encara que les habilitats d'algunes classes s'han modificat lleument des dels primers lliuraments de Team Fortress, els elements bàsics de cada classe no han variat: una arma principal, una arma secundària i una arma melee. El joc es va ser publicat amb 6 mapes oficials. Aquest nombre ha anat augmentant amb el pas del temps i actualment el joc disposa de més de 110 mapes, que s'han anat afegint en les actualitzacions oficials i aportacions de la comunitat, que es van convertir en cooficials. Quan els jugadors entren a un mapa per primera vegada, se'ls mostra un vídeo introductori que els explica com completar l'objectiu d'aquest. Durant les partides, la Narradora anuncia diversos esdeveniments que succeeixen en la partida per altaveus. El límit de jugadors és 16 en Xbox 360 i PlayStation 3. En PC, en 2008 Valve va actualitzar Team Fortress 2 per a incloure una variable del servidor que va permetre que fins a 100 persones puguin jugar en un mateix servidor.
Team Fortress 2 és el primer dels jocs multijugador de Valve que mostra estadístiques sobre el jugador de forma detallada. Entre les estadístiques s'inclouen: temps jugat com cada classe, punts obtinguts en total i majors captures o objectius completats en una sola vida i amb què classe. De vegades, el joc avisarà al jugador quan s'apropi a algun dels seus rècords personals, indicant la millora del jugador en relació amb aquestes marques, per exemple, acostar-se al seu rècord de captures en una única ronda. Team Fortress 2 també té nombrosos que es poden desbloquejar en fer tasques concretes, com fer una certa quantitat de morts o completar una ronda dins un cert temps. Amb les contínues actualitzacions s'han afegit nous conjunts d'assoliments o "logros" d'Steam específics per a cada classe, mapa o actualització estacional, afegint noves habilitats i armes per a cada classe una vegada desbloquejats pel jugador. Aquest sistema de desbloquejos s'ha complementat amb un sistema d'obtenció d'objectes aleatori, amb el qual els jugadors poden rebre articles mitjançant el sistema d'obtenció aleatòria abans mencionat. Els assoliments desbloquejats i les estadístiques es poden veure en el perfil d'Steam, Xbox Live o PSN del jugador.
Team Fortress 2 té cinc modes de joc principals.
- Atacar/Defensar, abreujat com A/D, és una mode de joc amb un límit de temps en la qual l'equip BLU ha de capturar els punts de control que RED està defensant. La quantitat de punts de control varia segons el mapa i, en general, BLU ha de capturar-los en un ordre concret. Per a capturar el punt els jugadors han de mantenir-se sobre ell durant un temps determinat, quants més jugadors hi hagi sobre el punt de control més ràpidament es capturarà. En aquest mode, quan BLU captura un punt, RED no el pot recuperar. L'objectiu de RED és defensar-los fins que acabi el temps, el qual s'ampliarà cada vegada que BLU capturi un punt de control.[12]
- Capturar la bandera, abreujat com CTF pel seu nom en anglès (Capture the Flag), és un mode de joc que enfronta a BLU i RED. Els dos equips han de robar i capturar la bandera de l'enemic, representada per un dossier anomenat la intel·ligència. Quan el jugador que porta el dossier mor, el dossier queda en el sòl durant un minut fins que torna a la base si no el recull ningú abans. El primer equip a capturar el dossier 3 vegades guanya.[13]
- Punts de control, abreujat com a CP pel seu nom en anglès (Control Points), és una modalitat de joc amb límit de temps en la qual el mapa conté 3 o 5 punts de control en els quals el punt central sempre serà neutral i els més pròxims a la base de l'equip corresponent. Una vegada capturat el punt central, l'equip que hagi realitzat la captura podrà avançar al següent punt enemic, però l'equip rival podrà capturar-li el punt més proper a un punt de control seu, en aquest cas, el central. El límit de temps s'amplia cada vegada que es realitza una captura. Per a guanyar, l'equip ha de capturar tots els punts de control abans que s'acabi el temps, en cas contrari els dos equips empataran.[12]
- Rei del pujol, abreujat com KOTH pel seu nom en anglès (King of the Hill), és un mode de joc cronometrat que té un únic punt de control en el centre del mapa que tots dos equips poden capturar. Quan un dels dos el captura, el temps d'aquest equip començarà a disminuir, però l'equip enemic pot capturar-lo posteriorment per a restar temps del seu rellotge. El primer dels dos equips que arribi a 0 guanya.[14]
- Càrrega explosiva, abreujat com PL pel seu nom en anglès (Payload), és una modalitat de joc cronometrat en el qual l'equip BLU ha d'empènyer una vagoneta per una vía fins a la base enemiga, mentre que RED ha de defensar la seva base i impedir que avançi la vagoneta explosiva. Per a empènyer la vagoneta, els jugadors de BLU han d'aproximar-se a ella, la qual els dispensarà una petita quantitat de salut i munició per segon. La velocitat de la vagoneta serà major quants més jugadors de l'equip BLU estiguin al costat d'ella i creuarà diversos «punts de control» al llarg del camí. Si un jugador de l'equip contrari s'aproxima a ella detindrà el progrés fins que sigui derrotat. Per a guanyar l'equip BLU ha de portar la vagoneta fins al final del camí, mentre que perquè guanyi RED han d'impedir que la vagoneta arribi al punt de control final abans que s'esgoti el temps.[15]

#### Modes de joc alternatius
Hi ha diversos modes de joc alternatius en Team Fortress 2. Hi ha pocs mapes i no es consideren una part principal del joc.
- Arena és un mode de joc especial en el qual els jugadors no reapareixen en morir. Gana l'equip que derroti a tots els jugadors.[16] Aquesta manera ja no es pot jugar als servidors oficials, però sí en alguns servidors de la comunitat.
- Mannpower és un mode de joc en el qual s'utilitza un ganxo i power-ups que es poden trobar pel mapa.[17] Malgrat no estar relacionats de cap manera, hi ha mapes de Mannpower amb variacions de capturar la bandera, on el primer a capturar la bandera 10 vegades guanya. El mode està inspirat en el mod de Quake, Threewave CTF, un mod creat per l'antic empleat de Valve, David Kirsch.[18]
- Medieval és un mode de joc en el qual els jugadors només poden utilitzar armes melee i unes altres que no usin pólvora, com arcs o ballestes.[19] Malgrat no estar relacionat de manera, el mapa medieval és una variació d'Atacar/Defensar amb 3 punts de control, en el qual és necessari capturar els 2 primers per a poder capturar el tercer.
- PASSA-Temps és una modalitat de joc única inspirada en el rugbi, desenvolupat per Valve, Bad Robot Interactive i Escalation Studios.[20] Ha tres maneres de marcar gol (en les porteries de les bases, les laterals i les de bonificació). Apareixerà una única bola en el centre del mapa, anomenada JACK, la qual podran agafar els jugadors i mentre la portin a les mans no podran disparar. Els jugadors poden entrar a la porteria de la base enemiga amb el JACK a la mà per marcar o poden llançar-la a la porteria lateral. Cada 3 gols s'obre la porteria de bonificació, en la qual és molt més complicat marcar. Per a guanyar, un equip ha de marcar 5 gols.
- Carrera de vagonetes és similar a càrrega explosiva, amb l'objectiu principal d'empènyer la vagoneta fins al punt finall. En aquest mode tots dos equips tindran una vagoneta i el primer dels dos a empènyer-la fins a l'últim punt de control guanya.[21]
- Aniquilació és un mode de joc creat per la comunitat en el qual quan un jugador en mor deixa caure un element. El primer equip que obtingui un nombre concret d'elements guanya la partida. Els jugadors de cada equip amb més elements recollits es destacaran per a tots els jugadors i a més obtindran un efecte de curació per a ells mateixos i els seus aliats propers.
- Lliurament especial és similar a capturar la bandera, però només hi ha un maletí neutral que tots dos equips poden agafar. Quan un equip agafa el dossier, l'equip contrari no el podrà agafar fins que passin 45 segons i torni al seu punt d'aparició inicial. Guanya l'equip que s'emporti el maletí fins a la plataforma de càrrega, que ascendirà de manera gradual fins que arribi al punt de lliurament.[22]
- Control territorial consta de diversos punts de control pel mapa. En capturar cadascun d'ells el temps s'ampliarà i poden capturar-se tant per RED com per BLU. A diferència del mode punts de control, hi ha dos punts accessibles alhora. Guanya l'equip que primer capturi tots els punts de control.[12]

#### Altres modes de joc
Aquests modes de joc no estan categoritzats, sinó que tenen la seva secció independent en el joc.
Halloween és un mode especial que s'activa durant l'època de Halloween. Dona accés a més de 20 mapes de temàtica de Halloween i permet utilitzar cosmètics exclusius. En Halloween 2012 es va incloure una missió extremadament difícil de Mann vs. Màquines on calia eliminar a 800 enemics zombi. A causa de la popularitat de les actualitzacions de Halloween, Valve va afegir posteriorment la modalitat Lluna Plena, que coincideix amb la lluna plena en temps real i permet als jugadors utilitzar els cosmètics de Halloween si s'equipen durant la lluna plena. En 2013 es va incloure un objecte anomenat Eternaween i en usar-lo es permetia als jugadors del servidor usar objectes cosmètics de Halloween durant 2 hores.
Mann vs. Màquina, abreujat MvM, és un mode de joc cooperatiu en el qual els jugadors han de defensar la seva base d'hordes de robots que són rèpliques de les 9 classes del joc. Cal dir que alguns porten una bomba explosiva. En destruir a aquests enemics aquests solten crèdits que els jugadors poden recollir i emprar per a comprar millores. Els jugadors guanyen si defensen la base de les bombes dels robots totes les rondes. Aquest mode de joc té una versió de pagament anomenada Mann up (en anglès), en la qual es participa comprant tiquets de Torn de Servei i on es poden aconseguir cosmètics únics i armes valuoses en completar la partida.
El mode pràctica sense connexió és com qualsevol altra partida multijugador, però els enemics i companys d'equip són bots. El nombre de bots i el nivell de dificultat es pot ajustar en les preferències.
El mode entrenament ajuda els jugadors nous a comprendre les habilitats i ensenya les funcions bàsiques de cadascuna de les nou classes. S'utilitzen objectius de fusta i bots per a ensenyar als jugadors les habilitats de cada classe del joc.

### Classes i personatges
Hi ha nou classes jugables en Team Fortress 2, dividides en 3 grups: atac, defensa i suport. Cada classe té els seus propis avantatges i febleses que condueixen a la dependència d'altres classes per ser eficients. Això fa que la jugabilitat sigui més estratègica i fomenta el treball en equip. Cada classe té almenys tres armes, una arma principal, una arma secundària i una arma cos a cos. En alguns casos hi ha més espais per a armes, com ara, rellotges o PDA.

#### Atac
- Jeremy,[31] conegit al camp de batalla com l'Scout (Nathan Vetterlein) és un cregut fanàtic del beisbol que parla amb energia nascut a Boston, Massachusetts, el qual es va entrenar per a «vèncer a aquests gossos rabiosos».[32] Com a resultat, és un personatge àgil i ràpid. El Scout és capaç de realitzar doble salt i capturar punts de control i empènyer les vagonetes el doble de ràpid que les altres classes. En el tràiler Coneix al Spy va revelar que la mare de l'Scout BLU està en una relació amorosa amb el Spy RED i viceversa. A més, té comportaments d'hiperactivitat.
- Jane Doe,[31] també anomenat Soldier (Rick May) és un estereotip de militar estatunidenc altament patriota (malgrat mai haver participat en l'Exèrcit), L'explosió del coet en disparar el llançacoets contra el sòl li permet fer salts més amplis per a arribar a posicions més altes, similar a la mecànica de Quake, sofrint uns danys inferiors als que sofreixen els jugadors en rebre les explosions de la seva arma, a més de no poder danyar als seus companys.[33]
- El Pyro (Dennis Bateman), és un personatge mentalment inestable amb una gran admiració per la piromanía, es desconeixen la seva nacionalitat, el seu sexe i el seu nom. Vesteix un vestit ignífug de cautxú sintètic i porta una màscara antigàs amb lents òptiques que fa que la seva veu sigui il·legible i a causa d'aquestes lents proporcionades per Mann.Co li resulta impossible veure el món com el veuen els altres i, per tant desemboca en el desequilibri mental mencionat abans. La seva arma principal és un llançaflames amb el qual pot cremar als enemics i deixar anar descàrregues d'aire comprimit per a empènyer-los o retornar projectils, així com apagar el foc d'aliats en flames. La seva arma secundària és una escopeta i per a defensar-se cos a cos té una destral de bomber.[34][35]

#### Defensa
- Tavish Finnegan DeGroot,[31] conegut també com el Demoman (Gary Schwartz) és un escocès amb un sol ull i de pell fosca, adicte a l'alcohol i de Ullapool, Escòcia.[36] El Demoman pot usar el seu armament explosiu per a proporcionar mal indirecte i posar trampes als seus enemics.[34]
- Mikhail, més conegut com el Heavy (Gary Schwartz) és un personatge que basat en els estereotips russos, nascut a l'URSS i és fort, tant en figura com en el seu accent. Obsessionat i aficionat amb les seves armes, la seva posició com la classe més forta li permet sostenir grans armes i fer grans quantitats de mal, encara que també és la classe més lenta. La seva arma cos a cos són els seus propis punys, com a secundària té una escopeta i de principal una enorme metralladora rotativa a la qual ell anomena «Sasha».[37]
- Dell Conagher,[31] conegut també com l'Engineer (Grant Goodeve) és un amigable texà, relaxat i intel·lectual de Bee Cavi, Texas.[38] El Engineer és capaç de construir estructures per a ajudar al seu equip; una arma sentinella muntada sobre un trípode per a defensar punts clau que dispara bales normals i, si es troba a nivell 3, pot llançar 4 coets; un dispensador de vida i munició, i un teletransportador d'una direcció, el qual es pot millorar en la manera Mann vs. Màquines perquè sigui un sistema de teletransport bidireccional.[34] Les seves armes són una escopeta com a principal, una pistola com a secundària i una clau Stillson com a arma cos a cos que també pot utilitzar per a reparar, millorar i accelerar la construcció de les seves estructures. També té una PDA amb la qual pot destruir les construccions i una altra per construir-les.

#### Suport
- Ludwig Humboldt,[31] o el Medic (Robin Atkin Downes), un ''doctor'' alemany de Stuttgart amb poca consideració pel jurament hipocràtic[39] i és el responsable de mantenir als seus companys d'equip vius, encara que en el tràiler de Meet the Medic es pot apreciar en una part del vídeo com diu que va perdre la seva llicència mèdica. El Medic està armat amb una pistola de xeringues com a arma principal, una Medi Gun, que cura als seus companys i pot llançar una Supercarga quan està carregada al 100 %, brindant invulnerabilitat temporal. Com a arma cos a cos té un xerrac. Té coloms com a mascotes, una de les quals es diu Arquimedes.
- Mun-dee,[31] o l'Sniper (John Patrick Lowrie) és un neozelandès seriós i amb accent australià que racionalitza el seu tipus de treball, equipat amb un fusell de franctirador amb un punter làser per a disparar als enemics des de lluny com a arma principal, un subfusell com a arma secundària i un kukri per al combat cos a cos.[40][34] També es pren de debò el seu treball, com s'aprecia en el video Coneix a l'Sniper.
- L'Spy (Dennis Bateman) és la novena i última classe, un inexpressiu francès. Té eines ocultes, com un dispositiu d'invisibilitat basat en un rellotge, un kit de disfresses per a fer-se passar pels enemics i un sapador elèctric utilitzat per a sabotejar i potencialment destruir les construccions dels Engineer enemics. L'Spy també té una arma cos a cos, una navalla papallona per a apunyalar enemics a l'esquena i una arma de foc, un revòlver.[34] En Coneix a l'Spy revela que l'Spy RED té una relació amorosa amb la mare del Scout de l'equip BLU.